# Fujiwara no Okikaze
Fujiwara no Okikaze (藤原 興風; fl. IX-X secolo) è stato un poeta giapponese waka del primo periodo Heian.

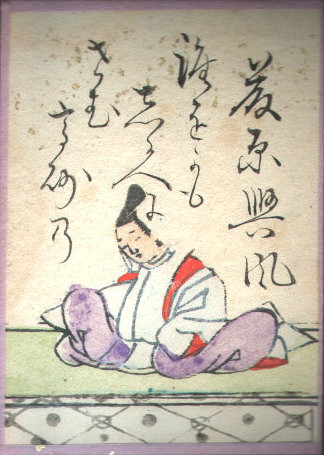
Fujiwara no Okikaze, dallOgura Hyakunin isshu.

Faceva parte del clan Kyōke (藤原京家, Fujiwara Kyōke), un ramo cadetto del clan Fujiwara, ed era il pronipote del Sangi (consigliere) Fujiwara no Hamanari. È considerato uno dei Trentasei immortali della poesia.

## Biografia
Era il figlio di Fujiwara no Michinari, che era segretario della provincia di Sagami. Prendendo il posto di suo padre, fu nominato nella provincia di Sagami. 
Successivamente ricoprì vari incarichi di governo locale come Kozuke no kuni Gon no Daijo (segretario anziano ad interim della provincia di Kozuke) e Kazusa no kuni Gon no Daijo (segretario anziano ad interim della provincia di Kazusa), e finì come shō roku-i no jō (sesto rango anziano, grado superiore), Jibu shojo (segretario minore del ministero dell'amministrazione civile). Sebbene il suo rango non fosse elevato, fu un poeta rappresentativo durante il periodo del Kokin wakashū, e partecipò a molti uta-awase (concorsi di poesia). 
Quarantadue sue poesie sono state selezionate per il Kokin wakashū e per altri Chokusen wakashū (antologie di poesia giapponese compilate per ordine imperiale). Esiste una sua collezione personale l'Okikazeshū. 
Si dice che eccellesse nel suonare strumenti a fiato e a corda.
- Poesia waka scelta per l'Ogura Hyakunin Isshu

(Ogura Hyakunin Isshu N° 34 ("Kokin wakashu" Varie I, 909))